# 日本鉄道模型の会
特定非営利活動法人日本鉄道模型の会（にっぽんてつどうもけいのかい）は日本の鉄道模型愛好者による特定非営利活動法人である。

## 概要
鉄道模型愛好者間の交流、および鉄道模型の普及に努めている。2000年以降、2014年まで毎年8月に国際鉄道模型コンベンションを開催していた。
初代理事長は元TBSアナウンサーの吉村光夫。吉村の退任後2006年から古川享が理事長を務めた。現在の理事長は、平井憲太郎。事務局は当初は関水金属の本社所在地に所在していたが、2012年に東京都豊島区西池袋に移転している。

## 沿革
1990年代半ばまで、主に16番ゲージ真鍮製鉄道模型を生産する業界団体としての日本鉄道模型連合会や、Nゲージを主体とした日本Nゲージモデラーズ協会は存在したが、全国規模でのスケール・ゲージを問わない鉄道模型愛好者の団体は存在しなかった。その状況のなか関水金属と一部愛好者団体の主導によって『日本鉄道模型の会』が設立された。
2000年、東京都新宿区の新宿NSビル内にて日本鉄道模型の会主催による「第1回 国際鉄道模型コンベンション」が開催。翌2001年からは東京都江東区の東京国際展示場（東京ビッグサイト）に場を移し、2014年まで続いている（2006年の第7回のみ大阪市住之江区のインテックス大阪で開催）。
2011年末に、従来「国際鉄道模型コンベンション」内にて開催されていた「全国高校生鉄道模型コンテスト」が分離・独立した。実行委員会の事務局は東京の芝学園内に所在する。
2014年11月、同年8月開催の第15回国際鉄道模型コンベンションの収支悪化を理由に、2015年開催の第16回の開催権を井門コーポレーションに無償譲渡、日本鉄道模型の会は後援という形で運営に関わると発表。
2015年2月、公式略称であったJAM（Japan Association of Model Railroaders の頭文字）の使用を停止した。